# 脚質
脚質（きゃくしつ）とは、競馬や自転車競技などにおける競技対象の走行の方法に関する分類のことである。

## 競馬
競馬における脚質とは、競走馬ごとの得意とするレース戦術をいう。
以下、本項では主に競馬における競走馬の代表的な脚質について記述する。なお、この項の記述では、各国問わず競走馬登録中=現役中の競走馬は除外する。

### 脚質を決める要因
脚質を決めるのは、主に馬の精神面（気性）と走行能力（脚力）である。精神面について詳しく見ると、他の馬より前に出ようとする闘争心、最後まで諦めずに走る粘り強さ、騎手の指示に対する従順さ（折り合い）、馬群の中でレースをしてもひるまない図太さなどがある。走行能力について詳しく見ると、脚の速さのほかにスタート直後の加速力・瞬発力やレース終盤での瞬発力、持久力などがある。

### 逃げ
競走開始直後から先頭に立ち、そのままゴールインすることを目指す。一般に、レースのペースが遅いほど有利である。
逃げの戦法をとるのは、他の馬より前に出ようとする闘争心の強い馬や、気が弱く馬群の中でレースをするのを嫌う馬である。前者はよほど早いペースで走らない限り堅実な走りを見せるが、後者は他の馬に追いつかれた途端に気力をなくしてしまうことが多い。また、気の弱い逃げ馬はペースの緩急をつけるのが苦手で単調なペースで走ることが多い。気性が荒いと騎手の制御に従わずに逃げるケースもあり、このタイプは走るペースが早くなりがちである。
基本的に周囲に他競走馬がいないため、最短最良の走路を走ることができるメリットがある反面、他の競走馬から目標にされやすい。また、空気抵抗を他の馬より受けるというデメリットがある。
競馬においては、専門用語で先頭のことを｢ハナ｣、先頭に立つことを｢ハナをきる・ハナに立つ｣などという。勝つときは一度も他の競技対象に先頭を譲らないため「逃げて勝つのが一番強い」といわれている。一方で人気薄の競技対象が勝利を挙げるときもこのパターンが多い。この場合は警戒されにくいためマイペースで競走することが可能だからである。
なお、競技対象のひとつが単独で逃げることを単騎逃げといい、一般的にこの状態が逃げ戦法の理想とされる。
複数の競技対象が逃げを行った結果、先頭を奪い合う状態のことを「逃げ競り合い」や「ハナの競り合い」などと表現される。この場合、競走のペースが極めて速くなることが多く、その結果競り合いをした競技対象同士が、後半までにスタミナを消耗して大敗することも多い。反面、第34回エリザベス女王杯で人気薄2頭で逃げたクィーンスプマンテとテイエムプリキュアは無理にハナを競り合わなかったことから平均的なペースでの逃げとなり、結果として後続を大きく引き離すことに成功し、ブエナビスタの追い込みを退けワンツーフィニッシュを決めたという例も僅かながら存在する。
逃げ戦法には、ゲート出の上手さ、直後のダッシュのスピード、レース前半からある程度のスピードで走り続けるスタミナなどが必要とされる。
逃げ戦法を用いて先頭を譲らず、そのまま先頭でゴールすることを｢逃げ切り｣という。ただし、競走中に一度先頭を奪われた競技対象が、再び先頭を奪い返して勝利する場合もあるが、これは逃げ戦法を用いた競技対象であっても逃げ切りとは呼ばず「（逃げ）差し返し」のが一般的である。反対に、逃げ戦法を用いたがスタミナ配分が上手くいかず、競走終盤に満足なラストスパートができずに敗北することを「逃げ潰れ」などといわれる。
また、逃げた馬とその直後につけた馬がそのまま1・2着でゴールインすることを「行った行った」という。基本的に、ミドル～スローペースのほうが、後半のラストスパートに備えてスタミナを温存できるため有利といわれ、このような走り方を「溜め逃げ」という。ただし、逃げ馬の中には、やや速めのペースで逃げて、自らを追走する後続馬のスタミナを浪費させてそのまま粘りこむ戦法を得意とする競走馬もおり、アイネスフウジン、ミホノブルボン、ダイワスカーレット、キタサンブラックなどが当てはまる。
競馬において逃げの戦法を多用する競走馬を逃げ馬（にげうま）という。逃げ馬になる理由には主に『気性的理由』と『能力的理由』とがある。気性的理由で逃げ馬になった馬には、気性が激しかったり臆病であったりなどして他馬に並ばれることや砂を浴びることを嫌がる馬や、レース後半まで騎手の指示に従いペースを抑えて走り続けることのできない馬が多い。前者の代表としてはカブラヤオーが挙げられる。能力的理由で逃げ馬になった馬には、絶対的なスピード不足を補うために他競技対象が抑えて走るレース前半でリードを作っておこうとして逃げている馬が多い。ただし、例外的に、競走能力に極めて勝る競走馬が、他競技対象に「レース後半までスタミナを維持できる範囲内では追走することが困難だ」と判断させることで逃げ続け、結果として「逃げ馬」と呼ばれるようになる場合もあるとされている。
同じ競走内に逃げ馬が複数いる場合、先頭を奪い合うことで自身に不利なハイペースとなることを敬遠し、あえて別の逃げ馬を先頭に行かせて二番手集団の先頭につけることがある。

#### 大逃げ
2番手以下の馬を大きく引き離す逃げ。
大逃げを行うことを｢大逃げを打つ｣といわれる。大逃げを行うとレース中に2番手との差が極端に開き、特に長距離競走ではその差が顕著となる。第82回天皇賞・秋では、プリテイキャストが大逃げを行った結果、道中で2番手以下を100m以上引き離して、そのまま勝利した例もある。こういった大逃げによる独走は一人旅とも呼ばれる。しかし、多くの場合は相応の実力と、馬場状態や他馬の動向などが有利に働くこと等が必要であり、それらに恵まれないと大逃げしてもレース後半にスタミナが保てず、大きく失速して大敗という結果となる。
大逃げを多用した代表的な競走馬にサイレンススズカ・セイウンスカイ・ツインターボ・メジロパーマー・エイシンワシントン・アドマイヤメイン・パンサラッサ等がいる。
このほかにも日本の競馬では、一昔前には八大競走などの大レースにおいて、大逃げをする競走馬がいた。このような大逃げは実力的に大きく劣る競走馬が「せめてテレビ中継によく映るように」という馬主の要望によって行われることが多く、そのような競走馬はテレビ馬と呼ばれていた。ただし、1991年10月以降は、出走頭数制限とレース体系が整備されているため、そのような馬はほとんど存在しない。
もっとも、『勝つための戦術』としての大逃げは、各国問わず少ないながらも存在している。競馬の格言で「人気薄の逃げ馬は買い」と言われるように、後続集団で有力馬が互いに牽制し合い、ゴール前の直線でスパートをかけるも逃げた馬を捕らえ切れなかったということで波乱をまねく結果が少なからず発生している。代表例として、前述のプリテイキャストやクィーンスプマンテ（単勝配当7710円）、第129回天皇賞のイングランディーレ（単勝配当7100円）など。ほかにも、重馬場のときにあえて前半に突き放し終盤に重馬場のため後方待機の馬が届かないことを見越して逃げるときもある。
馬の個性を生かす大逃げの場合は、大別すると
1. 絶対的な能力（スピードまたはスタミナあるいは両方）の違いによる
2. 一定のラップを刻み後続馬にも脚を使わせた上で粘りきる
3. 抑えの利かない気性のままに先行する

の三通りとなる。
1の例としてはトキノミノル、マルゼンスキー、サイレンススズカなどが挙げられる。サイレンススズカの主戦騎手の武豊は「他馬との絶対的なスピード差のために大逃げの形になっているだけ」と述べている。このようなタイプは直線でもう一度伸びる二の脚を使い後続を突き放して勝利することもある。また、サニーブライアンやタップダンスシチーのように強引に先頭に立ち押し切るという絶対的なスタミナで逃げ切る馬もいる。
2の代表例はテスコガビーやメジロパーマーであり、後続馬に迫られ必死で粘って勝利を収めることが多かった。このタイプはいつも大逃げになるとは限らない。
3の代表例がエイシンワシントンであり、2000mの朝日チャレンジカップでもそこそこの好走を見せはしたものの、調教から見せる気性の荒さのために、短距離を中心に使うようになった。前述したプリテイキャストもこのタイプである。ツインターボは2と3の中間であり、一見大逃げに見えるレースでもラップタイムはさほど速くない場合もある。

### 先行
逃げ馬の直後の位置でレースを進める。レースの要所で反応よく前方へ進出する気性と、後方からの追撃を凌ぐ脚力が要求される。逃げ馬と同様、一般にレースのペースが遅いほど有利である。
最も競走中の不利を受けにくく、それ故に最も実力を反映しやすい戦法といわれ、実力のある競技対象が先行して勝った場合、強い勝ち方という意味で「横綱相撲」といわれる。
競馬において先行を多用する競走馬を先行馬（せんこうば）という。馬群も怖がらない性格と、スタートや直後のダッシュも上手くなくてはならず、融通の利く性格や能力が要求される。
もっとも、この戦法で1頭のみであることは少なく、終始併せ馬の状態になることが多いために、勝ちきるには自分と並んでいる競技対象を突き放そうとすると同時に、前を行く競技対象を追い越そうとする勝負根性も必要となる。
不利を受けにくい戦法ではあるが集団の前方に位置するため、逃げほどではないものの一般的にはハイペースが不利とされており、逃げる競技対象が速いペースで競走を進めた場合、それを目標として自らもペースを上げざるを得なくなり、終盤までにスタミナが保てずに、逃げ馬に届かずに逃げ切りを許す、或いは後方の差し・追い込み馬に追い抜かれてしまうことも多い。
逃げ馬がいないときには押し出されて、本来は先行馬である馬が結果として逃げになることも多い。また、そういった流れによってはいつもと同じポジションで走れない馬の中には、一定のラップを刻み後続馬にも脚を使わせた上で粘りきるタイプもいて、このタイプが主導権を握ったレースは比較的速いタイムが出ることが多い。日本ではあまり例がないが、近年ではタップダンスシチーがその代表格とされる。
先行馬の多くはキレ味に欠ける馬が多いが、中にはビワハヤヒデやエルコンドルパサーのように、先行馬でありながら勝負所で一気に抜け出して他馬を引き離すレースをするものもいる。
代表的な先行馬はシンザンやシンボリルドルフ、メジロマックイーン、ビワハヤヒデ、タイキシャトル、エルコンドルパサー、タップダンスシチー、ダイワメジャー、ジェンティルドンナなど。

### 差し
レース前半は馬群の中団あるいは後方を進み、第4コーナー付近で前方への進出を開始し、ゴール手前で前を進む馬を交わそうとする走行方法。反応よく前方へ進出することができる気性（反応が鈍いと、前を行く馬を捉えきれずに終わってしまうことがある）と、レース終盤での瞬発力が要求される。
競馬において差しを多用する競走馬を差し馬（さしうま）という。性格的に馬群の中に入っても怖がらない、前の馬が巻き上げた砂などを浴びても嫌がらない気性の持ち主で、前述のとおり瞬発力を武器とする競走馬がとる戦法である。
また、差し馬と先行馬のどちらとも取れる位置取りをする馬も多い。これは事前の作戦やレースの展開によっても左右される。
先行と同様に、終始併せ馬の状態が多いため、勝負根性が必要である。
また、馬群に揉まれることにもなるため、進路が塞がらないよう騎手の馬群を捌く手腕も求められる。
なお、前方の馬を追い抜くことを｢差す｣、追い抜いて勝利することを｢差しきる｣というが、これは差し馬のみに用いられる言葉ではなく、該当する競技内容であれば、追い込み馬や先行馬、場合によっては逃げ馬であっても｢差す｣、または｢差し返す｣と表現される。
代表的な差し馬はナリタブライアンやエアグルーヴ、ステイゴールド、スペシャルウィーク、グラスワンダー、シンボリクリスエス、ウオッカ、アパパネ、ルーラーシップ、オルフェーヴル、ロードカナロア、ジャスタウェイ、キズナ、ドゥラメンテ、リスグラシュー、アーモンドアイ、コントレイルなど。

### 追い込み
レース前半は馬群の最後方に控え、最後の直線で一気にトップスピードへと至り、他馬をまとめて抜き去る。レース展開によって受ける有利不利の度合いが激しく、勝つときは豪快に映るが勝ちきれないことも多く、追い込み馬が安定した成績を挙げるには抜けて高い能力が要求される。スタート直後のダッシュ力・瞬発力に欠ける馬や、気性的に馬群の中でレースを進めるのが困難な馬が追い込み馬となることが多い。後者の場合、基本的に馬群の外を通って前方への進出を図るほかなく、走行距離が他の馬よりも長くなりスタミナを消耗しがちである。
馬群で進路が塞がり進出できない（壁になるという）など不利を受け敗れることも、しばしばある。また壁を避けて大外に持ち出すことが多く、比較的馬場の荒れていない良好な走路を取れる反面、コース内側を走る他競技対象に比べて距離的不利も被る。
一般的には、最後の直線が長く直線に坂が存在する競馬場で比較的決まりやすい戦法とされており、逆に中山競馬場などのように、直線の短い競馬場でこの戦法を用いるには、後述のまくり戦法等を併用するなどの工夫が必要とされる。
追い込み戦法を決めるためには、ラストスパートで瞬時に加速できる瞬発力と、前を行く競技対象を追い抜く絶対的なスピード、また仕掛けのタイミングを誤らないための騎手の手綱と鞭の緻密な捌きが必要である。
競馬において追い込みを多用する競走馬を追い込み馬（おいこみば）という（送り仮名なしの「追込馬」とも称す）。気性的理由で追い込み馬になった馬には、馬群や砂を浴びるのを嫌う臆病な馬や、先に行きたがらない比較的のんびりとした性格の馬が多い。能力的理由で追い込み馬になった馬には、距離を持たせるためにレース前半を抑えてスタミナを温存しているスタミナ不足のスピード馬が多い。
代表的な追い込み馬は、タニノムーティエ、シービークロス、ミスターシービー、ホクトヘリオス、タマモクロス、ヒシアマゾン、ブロードアピール、アグネスデジタル、デュランダル、スイープトウショウ、ディープインパクト、ドリームジャーニー、オウケンブルースリ、ブエナビスタ、ゴールドシップ、グランアレグリアなど。

#### （慢性的）出遅れ追い込み
差しの場合とは違いただ単に瞬発力があるという理由だけでなく、元来ゲートからのスタートが下手だったり、出遅れなくともスタート後のダッシュがつかないために、結果的に追い込みの戦法を取らざるを得なくなる場合もある。
ゲート出の下手な馬としてはミスターシービー、サクラチトセオー、ヒシアマゾン、ディープインパクト、ゴールドシップらがおり、また気性が悪くしかもスタートが上手くない馬もこの戦法をとることが多い。その代表例としてサッカーボーイなど、さらに古くはミリオンパラがいる。
ほかにもペルーサがスタート難を見せ直線で追い込むも惜しい結果になったり、その同世代のルーラーシップも古馬になってから出遅れ癖を見せ始め、天皇賞・秋、ジャパンカップ、有馬記念全て3着になったりと、思うように能力を発揮できない例もいくつかある。

#### まくり
『まくり』は狭義での脚質ではない。
まくりとは主に差し馬や追い込み馬が最後の直線が短いコースでのレースで、早めにスパートをかけ第3、第4コーナーあたりから一気に前方の馬をコースの外側を通って交わしていくことであり、このようなことを一般的にまくるまたはまくりをかける、などという。
この戦法を用いた著名な例としては、第44回菊花賞において、最後方から第3コーナーでまくりをかけて先頭に立ち、そのまま勝利したミスターシービーや、第111回天皇賞（春）において、やはり第3コーナー付近で馬群中団からまくりをかけて先頭に立ち、直線で他馬の猛追を凌いで勝利したライスシャワー、第73回菊花賞と第151回天皇賞にてやはり最後方付近から第3コーナーでまくりをかけて上位に立ちそのまま勝ったゴールドシップなど多数例がある。第3コーナー付近からゴールまでの絶対的なスピードの持続力を必要とし、他の出走馬との力量差がなければ、この戦法は決まらない。ただし、周長の比較的短い地方競馬においては、向正面から外をまくり上げて行く戦法も多く見られる。
なお京都競馬場では第3コーナー付近に高低差約4.3mの丘状の坂、通称「淀の坂」があり、｢京都の坂はゆっくり登ってゆっくり下る｣という格言がある。この第3コーナーの坂付近で速度を上げてまくると、坂を登る時に必要以上のスタミナを消費し、また加速度が付いた状態で坂を下ると、速度が出すぎて上手くコーナーを回れなくなる「魔の下り坂」と称される下り坂があるため、勝利することが難しくなるとされる。なお、坂の下りを利用して加速する馬も多いが、坂の登りから加速を始めることは稀である。ただし、前述のミスターシービー・ライスシャワー・ゴールドシップのまくりの事例は共に、坂の存在から早めのまくりに適さないとされる京都競馬場の第3コーナーで行われていた。
なお、まくりを使う馬にもタイプがあり、以下のように分類できる。
1. スピードそのものとその持続力が優れているので差し切れないということがないよう早めに仕掛ける。
2. スピードは優れていないが、恵まれたスタミナにモノを言わせて他馬より早くスパートをかけて先頭に立った上で粘りきる。

前者の代表例としてはディープインパクトの第133回天皇賞・春があり、スタートで出遅れた同馬は残り1000mからの大まくりを仕掛けて勝利した。ほかにこのようなまくり脚質を得意とする馬にクロフネがいる。たいていは馬なりのままにまくりを仕掛け、他馬を一気に交わして先頭に立つ。他馬との絶対的な能力差があって初めて可能となる。さらに極端な例としてはダートにおけるホクトベガがいる。この馬の場合、ダートにおける他の馬とのスピードの絶対値が明らかに異なっており、場合によっては地方競馬の小回りコースとはいえ2コーナーや向正面で馬なりのままにまくって先頭に立ち、そのまま後続を突き放して楽勝してしまうこともあった。
後者の代表例はヒシミラクルやゴールドシップが挙げられる。ヒシミラクルは2002年菊花賞にて向こう正面から、ゴールドシップは2015年天皇賞（春）にて残り1200m地点で騎手に鞭を入れられ、大まくりを仕掛けて勝利している。こちらはスピードが末脚勝負だけに徹するには不利なので、早めにスパートをかけ直線で早め先頭に立って粘りきることで、長所である豊富なスタミナを最大限に生かしている。一瞬の切れでは見劣りしても「スピードを持続できる（いい脚を長く使える）」馬に適している。このタイプの戦法を取る馬には「ズブい」と称される、スタミナはあるもののスタート後の加速力や道中の追走力で他馬より劣ったりする馬であることが多い。

### 自在
どのようなレース展開であっても、騎手の指示に従って自在に走るポジションを決めることができる馬のこと。
日本ではホクトベガ、マヤノトップガン、テイエムオペラオー、ハーツクライ、ヴィクトワールピサ、キセキ、イクイノックスがこの戦法を用いたとされるが、明確に自在と分けられる場合は少なく、騎手の指示に即座に応えられる素直な性格と、どの位置からでも力を発揮できる根性やスピードの全てを持ち合わせた馬のことを自在脚質と呼ぶ場合がある。
また、逆に気性が荒いためにレース前の馬の状況に応じて脚質を変えるケースもある。
他には、本来の脚質が使えなかった場合に直線一気の追い込みで勝つなど新境地を見出すこともある。
それ以外にもレースごとに戦法を変えてかく乱させようとした騎手の判断により、結果的に自在と呼ばれるケースもあるが、それが成功して結果を残した場合でないと自在とは呼べない。例外はあるものの、自在脚質と呼ばれる競走馬の多くは「自身の勝ちパターン」や「決め手」を持たない場合が多い。

### 競馬における脚質と枠順の関係
競馬においては、脚質によって発馬機におけるスタート位置が有利または不利に作用することがある。
一般的には内枠（発馬機内の内寄りの枠）からスタートする場合は先行・差しの脚質の馬は馬群の内側に閉じ込められ、進路が確保できなくなる危険がある。一方外枠（発馬機内の外寄りの枠）からスタートする場合、馬群の中に閉じ込められる危険は少ないが、トラック状のコースを走る場合、馬群の外めを走らされることで走行距離の面において不利を被ることがある。逃げおよび追い込み脚質の馬は同じ脚質の馬が少ないことが多く、道中トラックの内側を走りやすいため、走行距離面の不利が少なくなることが多い。ただし、外枠スタートの逃げ馬は内枠スタートの逃げ馬に先手をとられやすい。

## 競輪
競輪の選手については、競輪#競輪の主な戦法を参照のこと。
なお上記された競馬との違いを数点挙げ補足する。   
- 「先行」が「逃げ」に含められ、「差し」が「追い込み」に含められる。
- 「大逃げ」は競輪でも行われる（「単騎のカマシ」と表現される）。
- 枠順に関する有利不利は、ほとんどない[注 21]。

## 自転車ロードレース
自転車ロードレースの選手の脚質とは、各選手が得意とする分野をいう。
- クライマー - 山岳コースや登り坂を得意とする選手[11][10]
- スプリンター - 猛スピードでスパートを仕掛けることができるゴール勝負を得意とする選手[11][10]。
- オールラウンダー - バランスよく万能に力を発揮する選手[11][10]。
- パンチャー - アタック力に優れアップダウンに力を発揮する選手[11]。
- ルーラー - 平地を一定のペースで走るのを得意とする選手[11]。